# Гупаленко Сергій Станіславович
Сергій Станіславович Гупаленко (нар. 23 березня 1970, Запоріжжя) — український футболіст та футзаліст, нападник.

## Кар'єра гравця
Вихованець клубу «Металург» (Запоріжжя), перший тренер — Валерій Петрух. Потім продовжив тренуватися в Ленінградському будинку спортивного інтернату. Під час військової служби виступав за СКА (Одеса). Футбольну кар'єру розпочав 1994 року в аматорських клубах «Зірка» (Запоріжжя) та «Нива-Віктор» (Новомиколаївка). Восени 1994 року дебютував у футзальній команді «Надія» (Запоріжжя). Влітку 1995 року перейшов у ДСС (Запоріжжя). Потім виступав у клубах «Локомотив» (Одеса), «Віннер Форд-Університет», «Шахтар» (Донецьк), «Мегаполіс» (Москва), «Київська Русь» (Донецьк), «ДЮСШ-5-Мегапром» (Донецьк) та молдовський «Толігмі» (Кишинів). Влітку 2006 року отримав запрошення від ЛТК (Луганськ). По завершенні сезону 2006/07 років перейшов до «Урагану» (Івано-Франківськ), в якому завершив кар'єру 2008 року.

## Кар'єра тренера
У 2005 році розпочав тренерську кар'єру. Наприкінці 2005 року він поєднав функції тренера та гравця в донецькому клубі «Київська Русь», яку на початку 2006 року розформували. У 2008-2014 роках тренував франківський клуб «Ураган», де закінчив кар'єру гравця. Після закінчення сезону 2013/14 року його змінив на тренерському містку Іван Скічко. Влітку 2014 року очолив білоруський «Борисов-900».

## Досягнення

### Як гравця
«Запоріжкокс» (Запоріжжя)
- Чемпіонат України
  -  Чемпіон (1): 2000
  -  Бронзовий призер (1): 1995

ДСС (Запоріжжя)
- Чемпіонат України
  -  Бронзовий призер (2): 1996, 1997

- Кубок України
  -  Фіналіст (1): 1997

«Локомотив» (Одеса)
- Чемпіонат України
  -  Чемпіон (1): 1998

- Кубок України
  -  Володар (1): 1998

«Віннер Форд-Університет» (Запоріжжя)
- Чемпіонат України
  -  Срібний призер (1): 1999

### Як тренера
«Ураган» (Івано-Франківськ)
- Чемпіонат України
  -  Чемпіон (1): 2011
  -  Срібний призер (1): 2013
  -  Бронзовий призер (2): 2012, 2014

- Суперкубок України
  -  Володар (1): 2011

- Вихід у фінальний раунд Футзального кубку УЄФА: 2012

- Кубок Галичини
  -  Володар (2): 2009, 2010

### Відзнаки
- Майстер спорту України